# Atractus turikensis
Atractus turikensis — вид змій родини полозових (Colubridae). Ендемік Венесуели.

## Поширення і екологія
Atractus turikensis відомі з типової місцевості, розташованої в гірському масиви Турік в горах Сьєрра-де-Періха у венесуельському штаті Сулія, на висоті 1800 м над рівнем моря. Вони живуть у вологих гірських і хмарних тропічних лісах.